# Berthold Hatschek
Berthold Hatschek (3. dubna 1854 Skrbeň – 18. ledna 1941 Vídeň) byl rakouský zoolog.

## Život
Berthold Hatschek se narodil roku 1854 v moravském Skrbni do rodiny majitele pivovaru Jacoba Hatscheka a jeho manželky Rosy, roz. Backové. Vzdělání získal na gymnáziu v Linci a mezi lety 1872–1877 na univerzitách ve Vídni, Lipsku a Mnichově, kde studoval medicínu a přírodní vědy. Jeho doktorská práce nesla jméno Beiträge zur Entwicklungsgeschichte der Lepidopteren. Roku 1879 se stal soukromým docentem na Vídeňské univerzitě. Nejproduktivnější roky svého života, tj. 1885–1896, strávil jako profesor zoologie Německé univerzity v Praze, působil v budově přírodovědeckého ústavu v dnešní Viničné 7. Později vedl ještě II. zoologický ústav srovnávací anatomie na Vídeňské univerzitě, jako profesor nahradil svého bývalého učitele Carla Clauseho.
Vědeckou dráhu mu komplikovaly těžké deprese, po první světové válce dokonce publikování vědeckých prací zcela zanechal, ačkoli stále se věnoval výuce studentů. V dubnu 1938 byl kvůli židovskému původu vyloučen z univerzity a byl mu zkonfiskován veškerý majetek. Zemřel roku 1941. Byl jedenkrát ženatý, s malířkou Marií Olgou Rosenthalovou měl dvě dcery (dcery emigrovaly do USA, resp. Anglie, Marie Olga byla zavražděna v blízkosti koncentračního tábora Banjica).

## Vědecká činnost
Jeho nejvýznamnější výzkumné práce se týkají srovnávací morfologie a embryologie živočichů. Snažil se rekonstruovat vzhled předka obratlovců, za tímto účelem srovnával larvy mihulí s larvami pláštěnců a zvláště pak s kopinatci. Jeho jméno dodnes nese tzv. Hatschekova jamka, útvar v předústní dutině kopinatce, který je pokládán za homologický vůči obratlovčí adenohypofýze.
V roce 1888 vytvořil taxon dvoustranně souměrných (Bilateria), na základě vzhledu a polohy centrálního nervového systému přičemž dvoustranně souměrné rozdělil na skupiny Zygoneura (dnes Protostomia – prvoústí), Chordonia (dnes Chordata – strunatci) a Ambulacraria. Roku 1888 zároveň rozdělil Leuckartův taxon Coelenterata zahrnující žahavce, žebernatky a houbovce na tři dodnes platné samostatné kmeny. Pro kmen žahavců – Cnidaria – je považován za popisnou autoritu. Vědecky se zabýval také např. mechovci (Bryozoa) a mechovnatci (Entoprocta). Popsal též trochoforovou larvu, od té doby důležitou pro pochopení evoluce některých významných skupin bezobratlých (včetně kroužkovců a měkkýšů).
Mezi jeho nejznámější monografie patří Lehrbuch der Zoologie a Das neue zoologische System.
V roce 1886 byl zvolen členem akademie Leopoldina. Členem vídeňské akademie věd byl od roku 1932, v roce 1938 ho ale národní socialisté vyloučili.